# Abenteuer des kleinen Vigg am Heiligabend

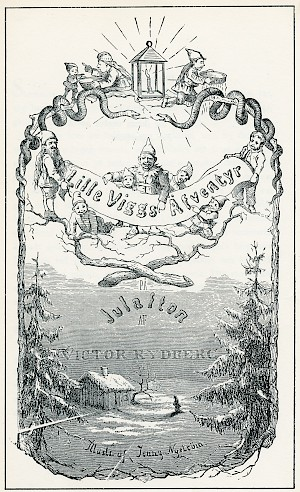
Titelblatt von Die Abenteuer des kleinen Vigg, mit Illustration von Jenny Nyström

Die Abenteuer des kleinen Vigg am Heiligabend (Originaltitel: Lille Viggs äfventyr på julafton) ist ein schwedisches Weihnachtsmärchen in Prosa mit eingestreuten Gedichten. Es wurde von Viktor Rydberg auf Initiative von Sven Adolf Hedlund geschrieben und erstmals am 23. Dezember 1871 in der Weihnachtsausgabe von Göteborgs Handels- och Sjöfartstidning veröffentlicht. Es wurde zunächst von Jenny Nyström und später von Ottilia Adelborg illustriert.
Es ist das am häufigsten gedruckte und übersetzte Werk Rydbergs und das einzige seiner Werke, das in außereuropäische Sprachen übersetzt wurde.

## Handlung

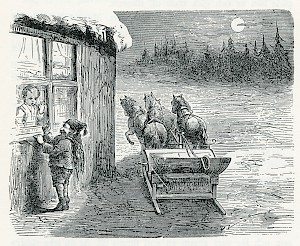
Der Weihnachtstomte holt den kleinen Vigg am Weihnachtsabend ab. Illustration von Jenny Nyström

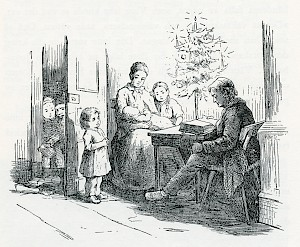
Besuch in einem Haus, Illustration von Jenny Nyström

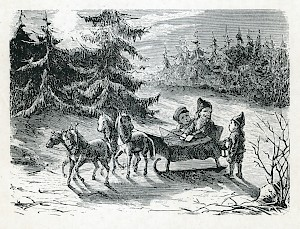
Begegnung im Wald, Illustration von Jenny Nyström

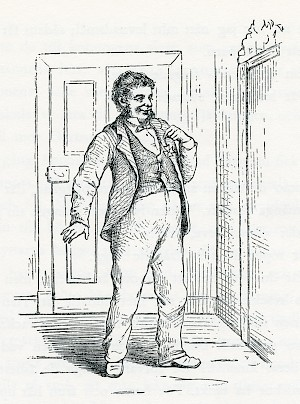
Der adlige Herr mit seinem Geschenk, Illustration von Jenny Nyström

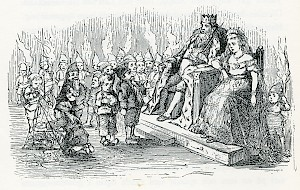
Vigg und der Bergkönig, Illustration von Jenny Nyström

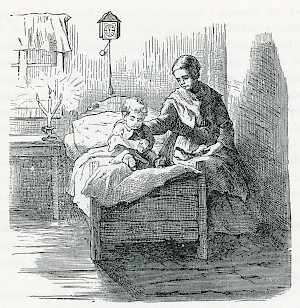
Vigg wird von Mutter Gertrud getröstet, Illustration von Jenny Nyström

Der kleine Vigg, ein Waisenjunge, der von Mutter Gertrud aufgenommen wurde und mit ihr einsam und etwas ärmlich in ihrer Hütte im Moor lebt, wird vom örtlichen Weihnachtstomte mit einem von vier kleinen Pferden gezogenen Schlitten abgeholt. Der Weihnachtstomte nimmt ihn mit auf eine Runde durch verschiedene schwedische Höfe und Häuser. Dort unterhält sich der Weihnachtstomte mit den örtlichen Haustomte und fragt, wie sich die Bewohner im vergangenen Jahr verhalten haben. Wenn sie fleißig und freundlich gewesen sind, erhalten sie von ihm Geschenke und gute Wünsche. Vigg lernt auf dieser Reise viele Orte kennen; das Pfarrhaus gefällt ihm besonders gut. Unterwegs im Wald treffen sie auf einen Tomte, der den Hof der Familie verlassen hat, um sich eine andere Heimat zu suchen, da der Vater trinkt, die Mutter böse ist und die Kinder ungezogen sind. Der Weihnachtstomte bittet ihn dennoch zu bleiben und zu versuchen, das Leben der Familie zu verbessern, damit auch sie im kommenden Jahr Geschenke bekommen können. 
Sie besuchen auch ein Herrenhaus, in dem ein Adliger sich auf seine Bildung beruft, die er aber bereits vergessen hat, und dessen Nachbarn, der nur seine Bibel und als Amtmann das Gesetzbuch kennt; auch dort lassen sie viele Geschenke zurück. Sie kommen zu einem Haus, in dem ein Junge im selben Alter wie Vigg und ein kleines Mädchen leben. Der Weihnachtstomte nimmt Vigg nicht mit in das Haus, damit Vigg diese nicht kennenlernt, denn der Junge wird später sein Gefährte im Kampf werden und das Mädchen seine Frau. Schließlich besuchen sie noch den König, um dessen Sohn Geschenke zu bringen. Diese sind nicht nur prächtig und zeigen Schiffe auf See, Soldaten und Pferde im Kampf, sondern auch die Werktätigen, die teils schlimmen Hunger leiden, und sollen den Sohn des Königs auch auf die armen Menschen aufmerksam machen. 
Danach fahren sie zum Bergkönig. Unterwegs ist Vigg ungeduldig und möchte nach all den prächtigen Geschenken nachsehen, ob der Weihnachtstomte auch für ihn ein ebenso prachtvolles Geschenk hat. Der Tomte möchte es ihm zunächst nicht zeigen, gibt ihm dann jedoch ein Paar Socken, die er für den kleinen Vigg vorgesehen hat. Viggs eigene Socken sind löchrig und kaputt, schon mehrfach von Mutter Gertrud geflickt; dennoch freut er sich nicht über dieses Geschenk, sondern wird böse und undankbar. So schweigen sie auf dem weiteren Weg zum Bergkönig. Sie erreichen einen Berg, verlassen den Schlitten und gehen durch eine Öffnung, die sich für sie auftut. Im Berg ist es dunkel und der kleine Vigg fürchtet sich. Der Weg wird nur durch die leuchtenden Augen von Vipern und Fröschen erhellt. Der Weihnachtstomte erklärt Vigg, diese würde es nur geben, weil sie aus neidischen und undankbaren Gedanken entstanden seien. Sie sehen eine sehr dicke und fette Kröte. Diese sei entstanden, als der Weihnachtstomte dem kleinen Vigg die Socken zeigte. Daraufhin schämt sich der kleine Vigg. Sie gehen einen langen Weg durch den Berg und es wird nach und nach heller, bis sie die strahlende Halle des Bergkönigs erreichen. Diese ist mit Bergkristallen ausgekleidet, in denen sich das Licht der von Zwergen in der Halle gehaltenen Fackeln bricht. Der Bergkönig sitzt auf einem goldenen Thron, gekleidet in ein edelsteinbesetztes Gewand, und neben ihm sitzt seine Tochter, wunderschön, jedoch tieftraurig und sehr krank. Vor dem Thron des Bergkönigs steht eine Waage. In der Halle sind alle Elfen und Tomte der umliegenden Höfe und Häuser zusammengekommen und erzählen, was ihre Bewohner im vergangenen Jahr gemacht haben. Für jede gute Tat wird ein schweres Stück Gold in eine Waagschale gelegt, für jede schlechte Tat eine dicke Kröte oder eine Viper in die andere Waagschale. Der Weihnachtstomte erklärt dem kleinen Vigg, dass die Prinzessin sehr krank sei und sterben werde, wenn sie nicht den Berg zu Weihnachten verlassen könne. Dies sei jedoch nur möglich, wenn sich die Waagschale des Guten senken und die des Bösen hoch in den Himmel steigen würde. Bislang stehen die Waagschalen aber auf gleicher Höhe. Dann fängt der Weihnachtstomte an zu erzählen, was er erlebt hat, und seine Erzählungen berichten von dem Guten, welches während der Weihnachtszeit passiert ist. Der kleine Vigg schämt sich sehr, denn er wartet darauf, dass nun auch er erwähnt wird und sein Verhalten, als er sein Geschenk, die Wollstrümpfe, erhalten hat. Nachdem viel Gold auf die Waage gelegt worden ist und sie sich weit nach unten geneigt hat, kommt nun die dicke Kröte auf die Waage, die für sein Verhalten steht, als er die Socken gezeigt bekommen hat. Der Weihnachtstomte berichtet auch von Mutter Gertrud, die den kleinen Vigg aufgenommen hat und für ihn sorgt. Dies unter großen Mühen und mit vielen Beschwernissen, die sie auf sich genommen hat, um für den kleinen Vigg Essen und Kleidung zu bekommen und diese zu flicken und zu erhalten. Dabei legen die Elfen weiter viele goldene Gewichte auf die Waage und die Kröte springt aus der anderen Waagschale und verschwindet. Der kleine Vigg schämt sich so sehr, dass er dicke Tränen weint. Durch die Tränen wacht er in seinem Bett in der Hütte von Mutter Gertrud im Moor auf. Mutter Gertrud beugt sich über ihn und tröstet ihn. Sie gibt ihm Geschenke und auch Lebkuchen. Sie schenkt ihm ein Paar Wollsocken, welche sie gestrickt hat, und Lederschuhe, damit er nicht länger in Holzschuhen laufen muss. Der kleine Vigg betrachtet die Socken sehr genau, denn sie sehen genau so aus wie die Socken des Weihnachtstomte. Er freut sich sehr, bedankt sich bei Mutter Gertrud und trägt die neuen Socken und Schuhe am Weihnachtsabend. Mutter Gertrud deckt den Tisch, stellt eine neue Kerze darauf und der kleine Vigg betrachtet mit großer Freude das Feuer im Kamin, den schönen Tisch, Mutter Gertrud und die Sterne über dem Moor. Ob seine Reise mit dem Weihnachtstomte Wirklichkeit oder ein Traum gewesen war, da ist er sich jedoch nicht mehr sicher, doch dass Mutter Gertrud gut und die Weihnachtszeit schön ist, das weiß er.
Die Geschichte enthält auch volkstümliche und mythologische Elemente wie Hauselfen, Zwerge und den Bergkönig. Der eigentümliche Weihnachtstomte sowie die Handlung des Zwerges Snok Ringelstjärt sind wahrscheinlich inspiriert von Gunnar Olof Hyltén-Cavallius’ Werk Wärend och wirdarne und zeugen von Rydbergs Interesse an Folklore.
Rydberg verwendet in der Geschichte auch satirische Elemente, etwa wenn der Adlige stolz auf seine Bildung ist, „weil er in seiner Jugend Latein gelesen und dann vergessen hat, was er gelesen hat“, während sein Nachbar, der alte Geschworene, ungebildet sei, „denn er kannte nur seine Bibel und das Gesetzbuch und sonst wenig, hatte aber, der arme Mann, kein Latein gehabt, das er vergessen hätte können“.

## Veröffentlichung und Illustrationen

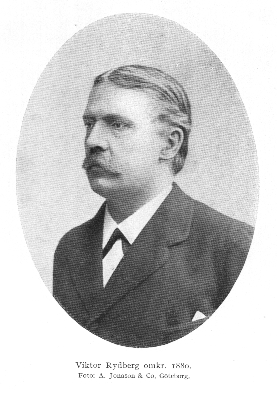
Viktor Rydberg, 1880

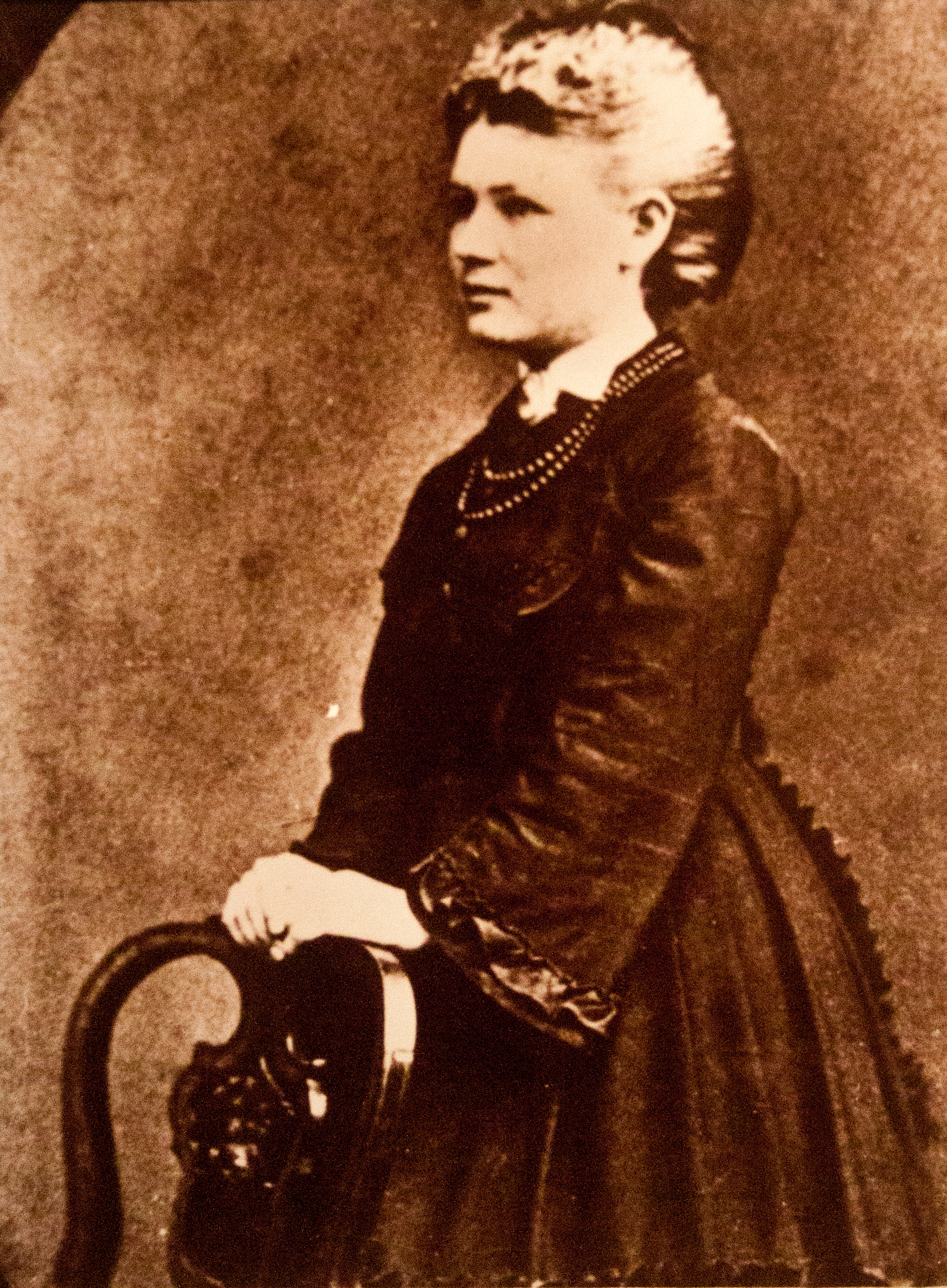
Jenny Nyström, 1872

Im September 1874 besuchte die damals unbekannte Jenny Nyström, die zu der Zeit bei Hilda Lindgren studierte, Viktor Rydberg und zeigte ihm sieben Illustrationen, die sie für die Erzählung angefertigt hatte. Rydberg war von den Zeichnungen beeindruckt, gab Nyström die Geschichte in einer überarbeiteten Fassung und drängte sie, den Verleger Albert Bonnier in Stockholm aufzusuchen. Bonnier war nicht so beeindruckt, aber nach dem Drängen von Rydberg und Nyström stimmte er zu, die Geschichte drucken und veröffentlichen zu lassen. Nyström sollte fünf Jahre lang die Rechte an Text und Bild erhalten, danach würden die Rechte an Rydberg zurückfallen. Allerdings kam es zu keiner Veröffentlichung durch Bonnier; er gab die Rechte vielmehr an Sven Adolf Hedlund, den Eigentümer der Handelstidning ab, der daran Interesse gezeigt hatte. Hedlunds Sohn Torsten Hedlund startete mit einem Buchverlag und veröffentlichte als eines der ersten Bücher zu Weihnachten 1875 Rydbergs Geschichte mit zehn Illustrationen von Jenny Nyström: einem Titelbild, eins auf der Umschlagrückseite und acht im Text.
Die Kritiken der Erstausgabe waren durchgängig positiv. Unter anderem lobten Dagens Nyheter, Norrlands-Posten, Öresundsposten, Nerikes Allehanda, Nya Dagligt Allehanda und Lunds Dagblad das Werk, während die Ny Illustrerad Tidning sich an den satirischen Zügen stieß. Auch die Illustrationen kamen relativ gut an; Nya Dagligt Allehanda meinte, sie zeugten von „echter Fantasie“. Kritisiert wurde jedoch verschiedentlich der hohe Preis von einer Krone für eine Geschichte mit nur 20 Seiten Umfang. Während Nya Dagligt Allehanda den Preis wegen der hohen Qualität von Papier und Druck für angemessen hielt, bezeichnete die Ny Illustrirad Tidning es als das teuerste Kinderbuch der Weihnachtszeit und die Norrlands-Posten vermutete, dass der Verlag Rydbergs Namen benutze, um die Käufer zu übervorteilen.
Möglicherweise war diese Kritik der Grund, warum Hedlund 1878, noch ehe die erste Auflage verkauft war, eine „Volksausgabe“ für 50 Öre, also zum halben Preis, herausbrachte, in etwas kleinerem Format und auf einfacherem Papier, aber in zweifarbigem Druck. In dieser Ausgabe fehlte das Bild auf der Umschlagrückseite, weil der Druckstock dieses Bildes kaputt gegangen war, als er für eine Übersetzung ins Französische, La veille de noël du Petit Vigg (1876), an den Verlag Norstedt ausgeliehen war. Für eine „Neue Ausgabe“ 1883 sah Rydberg den Text noch einmal durch und fügte einen Abschnitt hinzu.
Als Torsten Hedlund Anfang der 1890er Jahre seinen Verlag liquidierte, erwarb Albert Bonnier die Restauflagen und Verlagsrechte der beiden dort erschienenen Werke von Rydberg, neben Lille Vigg den Roman Singoalla. Nachdem die 1500 restlichen Exemplare von Lille Vigg verkauft waren, schlug Bonnier für das Weihnachtsgeschäft 1895 Rydberg eine ganz neue Ausgabe mit Illustrationen von Ottilia Adelborg vor. Sie erschien in Großformat (30 × 23 cm) und größerem Schriftgrad mit farbigem Umschlagbild und ausschließlich ganzseitigen Bildern, so dass sie mehr wie ein Bilderbuch wirkte. Die Illustrationen waren lavierte Bleistiftzeichnungen in Grautönen, die im damals neuen Verfahren der Autotypie reproduziert wurden. Der Preis für diese „Prachtausgabe“ stieg auf 2,50 Kronen.

## Rezeption
Seit dem Zweiten Weltkrieg wurde Viktor Rydbergs Name immer häufiger mit dem Weihnachtsfest und mit Nyströms Illustrationen verbunden. Dagens Nyheter bezeichnete in der Heiligabendausgabe 1945 Rydberg und Nyström geradezu als die Schöpfer der Gestalt des Jultomte. Bis in die Gegenwart setzt sich die Tendenz fort, Rydberg nur noch als „Weihnachtsdichter“ wahrzunehmen; die weitaus meisten Bücher von Rydberg werden alljährlich im Dezember verkauft.
Die Geschichte wurde als erster schwedischer Kinderbuchklassiker bezeichnet. Im 20. Jahrhundert wurde es oft an Heiligabend im schwedischen Radio vorgelesen.

## Übersetzungen
Die Abenteuer von Lille Vigg ist das am häufigsten gedruckte und übersetzte Werk Rydbergs. Es wurde in fast 40 Auflagen gedruckt und in 16 verschiedene Sprachen übersetzt. Es ist das einzige Werk Rydbergs, das in außereuropäische Sprachen übersetzt wurde, nämlich Afrikaans und Japanisch. Es wurde unter anderem ins Deutsche, Englische, Französische, Finnische, Dänische, Norwegische, Isländische, Niederländische, Russische, Polnische, Estnische und Tschechische übersetzt.